# 宇宙なんちゃら こてつくん
『宇宙なんちゃら こてつくん』（うちゅうなんちゃら こてつくん）は、にしむらゆうじによる日本のウェブコミック作品。KADOKAWA、タカラトミーアーツ、studioU.G.の共同原案によるプロジェクトでもある。2019年8月6日より公式サイトにて隔週月曜日に配信中。2021年4月7日から2024年3月21日までNHK Eテレでテレビアニメが放送。

## 概要
主人公のこてつが宇宙飛行士を目指すために宇宙アカデミーに通い、仲間たちと共に宇宙を目指すために様々な出来事に挑戦する青春物語。
LINEスタンプの人気キャラクター「ごきげんぱんだ」「こねずみ」などを手掛けるクリエーター「にしむらゆうじ」による連載ウェブコミック作品。隔週月曜日に公式サイトで3ページずつ更新が行われる。にしむらゆうじ独特のゆるさ・可愛らしさは健在な一方で、宇宙飛行士になるために必要な試験がテーマになるなどシビアなストーリーがある。
本作は宇宙を取り扱った子供向け作品であることから、宇宙に関連したフェアやイベントなどでコラボを行うことが多い。2023年2月17日、3月7日のH3ロケット打ち上げ会場と、2024年3月13日のスペースワン「カイロス」初号機の打ち上げ会場には本作のコラボバイザーが観覧客に配布された。
NHK Eテレにて2021年4月よりテレビアニメが放送開始。作者初のアニメ化となった。

## あらすじ
人類たちが、月面に降りてから50年と少しが経った。アニマル国のアニマル総理大臣が宣言した宇宙開発を成功させ、月面に旗を立てることを目指すアニマルたちがいた。これを成功させようと、アニマル国宇宙アカデミーが誕生する。ストーリーの主人公であるこてつは、宇宙アカデミーにてパイロット科1年生として通うことになる。

## アニマル国
本作の舞台である地球のどこかにある国。国名のとおり住人は動物で人間同様の動作や言葉を話せる。風景や言語は日本に近い。これに対し人類が住む国を「人間国」と呼び、「日本」などの国名やガガーリンなどの実在人物が度々登場する。アニマル国出身の宇宙飛行士は未だ存在しない。
作者が制作した「どうぶつ国」とは別の世界であり、本作のキャラクターとの共演はない。
年号は不明だが、現代より技術の発展が遅れているのか連絡手段は「黒電話」「公衆電話」が主流で、「スマートフォン」などの最新機器は登場しない。またテレビも薄型ではなくブラウン管テレビが主流である。

### 堀多良市（ほったら市）
こてつが通う「宇宙アカデミー」や「DAXA」がある都市。こてつが暮らすアパートやルーの実家がある。商店街にはトビオが経営する「ホルモン焼 トビオ」がある。市長はシマオ市長。
2021年5月27日に秋田県能代市が堀多良市と「ともだち都市協定」を結び、こてつが「能代ふるさとPR大使」に就任する締結式が開かれた。

宇宙アカデミー
アニマル国の政府が建てた国立大学、正式名「アニマル国 宇宙アカデミー」。宇宙を専門とし、パイロット科、スペースクラフト開発科、宇宙アテンド科、宇宙飲食科など様々な科目に分かれている。こてつ達は1年生としてそれぞれ別の科目で宇宙を学ぶ。定期的に学園祭や水泳大会などのイベントが開かれる。
校舎は基本新築だが、パイロット科の校舎は宇宙の研究施設「DAXA」の旧棟であり、他の校舎と比べて古い。
校内の施設は教室以外に食堂、部室、マラソン用のグラウンド、体育館、プール、ジムなどが備わっている。

ホルモン焼 トビオ
トビオが経営する焼き肉・ホルモン屋。こてつ達の行きつけの店。トビオと校長は「おしゃれな店」と自称しているが、店自体はかなり古くさびれている。2階はこてつ達の秘密基地として、部屋を貸している。

DAXA（ダクサ）
アニマル国の宇宙研究施設。宇宙アカデミーに隣接している。定期的に見学会を開催しており、宇宙服の展示や宇宙飛行士が使用する器具などを体験できる。マスコットキャラクターはDAXAくん。モデルはJAXA（宇宙航空研究開発機構）。

## 登場キャラクター

### 宇宙アカデミーの生徒
こてつ
声 - 藤原夏海
本作の主人公であるフェネック。パイロット科1年B組。一人称は「僕」。
真面目で明るい性格であるが、少し臆病な一面もある。努力家で、目標のために頑張ることができる。好物はグミ、レモンソーダ、焼肉。趣味は漫画。特技は和太鼓、マラソン。マラソンは当初苦手であったが、祖父（てつお）の特訓で克服した。
将来、宇宙飛行士になって宇宙の謎を解き明かすという夢がある。
宇宙漫画を書き続けていた祖父の影響から宇宙を目指し始める。そして、そのために宇宙アカデミーへ入学する。入学後は一人暮らしを始める。宇宙アカデミーまでは原付バイクで通う。
入学式当日に祖父からもらったゴーグルを大切に着用している。普段着は赤いジャンパーに青いズボンを履いている。
母と祖父がいる。父は回想のみの登場。
ニコ
声 - 榎木淳弥
イヌ。パイロット科1年B組。一人称は「俺」。
勉強が好きなクラスのトップエリート。クールな性格。純粋で子供っぽい一面や可愛いものが好きな一面もあるが、本人は隠そうとしている。
好物はイチゴ、スイーツ。運動神経が良く、マラソン、水泳が特技。乗り物酔いに強い。青い長袖シャツを着ている。
宇宙人と握手することが夢。
こてつとは同じクラスメイトであり、隣の座席である。こてつにイチゴのペン（赤ペン）を貸した日の放課後、一緒に文房具屋に行く途中で親友になる。
家族は父と母の3人暮らし。理由は不明だが父からは宇宙飛行士になることを反対されている。
ルー
声 - 玉木雅士
クマ。スペースクラフト開発科。一人称は「僕」。
体が大きく、温厚で友達思いの優しい性格。好物は牛乳、ビスケット、パン。「Pig」と書かれた緑色のフード付きパーカーを着ている。
校長先生の特別講義に参加した際に、こてつとニコと親友になる。
実家は車の整備工場を営んでいる。ロケット開発のクラスの中では成績が優秀であり、ロケットの設計図が描ける。宇宙に行ける車を作ることが夢。
普段は自己主張をあまりせず、優柔不断。その一方で技術に関しては意見を言う。科学や技術の事に夢中になりすぎて、周りが見えなくなることが多い。綺麗好きで神経質な一面がある。
息子思いの情に厚い父と早とちりな弟のムーがいる。
ひかる
声 - 竹達彩奈
ウサギ。宇宙アテンド科。一人称は「私」。こてつのことを「こてっちゃん」と呼ぶ。
好奇心旺盛かつ天真爛漫な明るい性格。好きな食べ物は、食べられれば何でも。オレンジ色のワンピースを着ている。
こてつのバイクに興味を持った事がきっかけとなり、こてつ達と親友になる。ただし、免許は保持していない。
将来、宇宙旅行に行く客に楽しく星を紹介することが夢。
コミュニティ力が強く初対面を相手にしても平然と話しかけられる。
家族は父、母、兄の4人暮らし。両親は共働きで帰ってくるのが遅く、小学生の頃は兄と宇宙クイズで遊んでいた。また引っ越しが多い家庭であり、学校では友達が中々できなかった過去を持つ。
おたま
声 - 山口茜
ネコ。宇宙飲食科。一人称は「おれ」。こてつより更に小柄な体形をしている。
宇宙一の料理人になるために宇宙食の勉強をしている。明るい性格で、チャレンジ精神が強い。自信過剰で向こう見ずな性格。そそっかしい所があるが根は真面目。絵が苦手。宇宙の知識は少々浅い。
好物はキャビア。言葉になまりが見られるが、本人は標準語と思っている。「cat」と書かれた黄色いTシャツを着ている。
実習の際に作ったオムレツを先生からは子供っぽい味と評されるが、こてつからは懐かしい味と絶賛される。ホルモン屋の新メニューを開発するための助っ人として、こてつ達からスカウトされたことがきっかけで親友になる。
先生を含めクラスメイトからは料理の味が子供っぽいと見下されていたが、記念まつりで「モツ煮」を成功させて以来クラスの人気者になる。
母、祖父（じっちゃん）がいる。
みちこ
声 - 伊藤彩沙
リス。パイロット科1年B組。こてつの隣の席の女の子。一人称は「あちし」。こてつのことを「こてち」と呼ぶ。
怒りっぽい性格でプライドが高く、負けず嫌いでどんな事でも一番になろうと思っている。少しだけ口が悪く喧嘩っ早い。
優秀なパイロットになり、アニマルで一番に月へ行くという夢がある。
飛び級で入学した自称「天才少女」、それ故か少し子供っぽい所がある。紺色のブレザーと灰色のスカートを着ている。
アラン
声 - 鈴木崚汰
宇宙飲食科で、おたまのクラスメイト。両親は5つ星シェフのエリートであり、先生からも一目置かれる。料理には自信があり、クラスメイトからも注目される。フレンチが世界一美味しい料理だと思っている。

### 宇宙アカデミーの教師
校長（よしお）
声 - 青山穣
宇宙アカデミーの校長。トビオとこてつの祖父の友人。こてつの祖父からは「よっしぃ」と呼ばれている。
ダジャレをよく言い、話が長くなる事が多い。生徒からは呆れられているが、宇宙の事には詳しい。生徒たちとはフランクに接する。
イズミ先生
声 - 西健亮
パイロット科1年B組の担任教師で、生徒からは信頼されている。メガネをかけている。宇宙マンガを読んだきっかけで宇宙の勉強をするようになる。
カナ先生
声 - 折笠富美子
アテンド科教師。占いが得意。特に星占いが得意で、こてつ達に星占いについて教えた。実家は文房具店。

### その他
じいちゃん（てつお）
声 - 山口勝平
フェネック。名前は「てつお」。こてつの祖父であり、若いころから宇宙に憧れていた。こてつに宇宙飛行士になることを勧めた。たまに大げさに話し、こてつを驚かせる事もある。味の濃いラーメンや揚げ物が好きで、その度に体調を崩す。
校長とトビオとは友人であり、校長からは「てっちゃん」と呼ばれている。校長のダジャレに対して笑う唯一の人物でもある。
若いころは漫画家を目指し、とある漫画家のアシスタントをするために堀多良市に移り住んでいた。堀多良市に住んでいくうちに校長、トビオ、ひでおと出会い、「スペースモンキーズ」を結成する。
DAXAくん
声 - ムロツヨシ
アニメオリジナルキャラクター。DAXAのマスコットキャラクターであり、「今日のなんちゃら雑学」で宇宙に関する様々な雑学を教えてくれる。「それはね～」と言いながら登場する。
記念まつりでは着ぐるみが登場したが、周りからは「中身はオジサン」と疑われる。
トビオ
声 - 小山剛志
ヤギ。「ホルモン焼 トビオ」の店長。学生時代からの校長の友人。自身のホルモン屋をおしゃれな店と言い張っている。こてつ達からは「マスター」と呼ばれている。
常にサングラスをかけている。ワイルドな見た目であるが、面倒見は良い。若いころはロックミュージシャンに憧れていた。
円盤
声 - 杉田智和
アニメオリジナルキャラクター。トビオの店の常連客の男性。オカルトマニアでUFOを目撃したと豪語していることから「円盤」というあだ名が付き、本名は不明。UFOを呼ぶ儀式をこてつ達に見せる。
ウラガワ（じろう）
声 - 杉田智和
アニメオリジナルキャラクター。円盤の甥っ子。中学2年生。ウラガワはあだ名であり、本名は「じろう」。学生服を着ている。円盤と同じくオカルトマニアで月の裏側に興味があり、その研究をするために自宅の倉庫に手作りラボを作る。
気取り屋な性格だが宇宙の知識はこてつ達より少し浅い。母親には弱く怒られることが多い。
ひでお
声 - 北島善紀
アニマル国宇宙事業部本部長。生真面目な性格。ハンバーガー屋の店長の嘘に厳しい一言を告げる一方で、同じ日にハンバーガー屋を訪れていたこてつ達には立派に勉強していることを褒めていた。
こてつの祖父、校長、トビオの友人で、若い頃から宇宙に対する熱い情熱を注いでいた。
アニメでは初登場時に名前が判明する。
アルマ博士
声 - 小林ゆう
天文台にいる謎のアニマル。一見、怪しそうに見えるが実は心優しい。いつもマスクを付けていて絶対に外さない。語尾などに「～シュコー」と付ける（「少し＝シュコーし」等）。

## 関連書籍
- にしむらゆうじ（原作・絵）、スペースアカデミー（文）『こてつくんの宇宙なんちゃらぶっく』KADOKAWA、2020年11月26日発売[15]、ISBN 978-4-04-736381-6

## テレビアニメ
2021年4月7日よりNHK Eテレ「天てれアニメ枠」にて毎週水曜18時45分 - 55分に放送。ナレーションはDAXAくん役のムロツヨシが担当。2022年4月7日より毎週木曜18時40分 - 50分に放送曜日および時間が移動された。NHKプラスでは配信対象外。
タイトルコールやアニメの随所で流れるコーラスSEは通称「なんちゃらボイス」と呼ばれ、本作の特徴の一つとなっている。
2023年4月6日以降はすべて再放送となり、2024年3月21日をもってEテレでの放送を終了した。翌年度からは木曜日18時40分のアニメ枠が消滅し、月曜～水曜日に同じ時間帯で放送していた「ピタゴラスイッチ」が木曜日にも拡大する形となる。

### 再放送
再放送は月に一回不定期に行われ、1話完結回を中心に選ばれる。甲子園中継が行われる夏休み期間や年度末は放送休止になることを見込んで再放送が集中する。
定期的な再放送枠は2021年4月10日より本放送から3日後に同じ放送回を毎週土曜9時20分 - 29分に放送していた。『舞妓さんちのまかないさん』の放送開始に伴い9月25日をもって一旦終了したが、番組の放送終了後の2022年6月18日より毎週土曜8時25分 - 35分に再放送が再開された。2023年度からは2021年9月以前の時間帯に戻り再放送を継続している。
2023年2月26日放送分の第64話「未来の宇宙！」を最後に新作は放送せず、2023年4月6日から2024年3月21日まで再び第1話から再放送された。
日本科学未来館で本作とコラボが行われた特別展『深宇宙展～人類はどこへ向かうのか』の開催を記念して、2025年7月12日、15日～17日の深夜に30話分の一挙再放送が行われた。

### 原作との相違点
テレビアニメでは基本原作のウェブコミックに準じているが、所々アニメオリジナルシーンが挿入されている。
- DAXAくんをはじめとするアニメオリジナルキャラクターが多数登場する。
- DAXAくんが宇宙の雑学を解説するコーナー「今日のなんちゃら雑学」がアニメの途中で入る。登場キャラが宇宙の謎に対し疑問に思っていることを発したタイミングで流れるのがお決まり。
- ニコ、ルー、ひかる、みちこ、キヌエの登場が原作よりも早い。
- 時折ゲストが本人役として声優を務める。話数などについては以下のとおり。
  - 第13話から第14話 - チョコレートプラネット
  - 第21話 - 谷本道哉、武田真治
  - 第31話 - RHYMESTER
  - 第48話 - 稲川淳二（イナガワ 役）
  - 第51話、第61話 - 宇宙飛行士・大西卓哉[注 3]
  - 第56話 - 霜降り明星
- 原作が隔週更新で1か月に最低2話（6ページ）更新が行われる一方、テレビアニメはほぼ毎週新作で原作の話を3話分使用する回がある。原作の最新話に追いついてしまうのを防ぐために第1シリーズは記念まつりの開催が半年後に行われる設定に変更し、第9話から第26話までの半年間はアニメオリジナル回が続いた。
- 原作にはないセリフや展開が多く導入されている。第1話ではこてつの入学式前日のシーンが詳しく描かれている。
- 「月ってだいじ」は原作（第26話）ではパイロット科の授業で月の解説をするが、アニメ（第33話）ではこてつ達が潮干狩りの最中にイズミ先生が解説する。

### スタッフ
- 原作 - にしむらゆうじ[2]
- 監督 - 作田ハズム[21]
- シリーズ構成 - 加藤陽一[21]
- 美術 - 白佐木和馬、jimao
- 音楽 - 仲西匡、羽深由理
- プロデューサー - 新井孝介、宮下哲平、福山剛、高山晃
- アニメーションプロデューサー - 折本全代
- アニメーション制作 - ファンワークス[21]
- 製作・著作 - ちょっくら月まで委員会[2]

### 主題歌
「2000なんちゃら宇宙の旅」（第1話 - 第32話）
RHYMESTERによる主題歌。作詞は宇多丸とMummy-D、作曲はDJ JINとMr.Drunk、編曲はDJ JIN。
「MI-RA-I miracle circle」（第33話 - 第64話）
小林愛香による主題歌。作詞・作曲はQ-MHz、編曲は佐伯youthK。

### 各話リスト
サブタイトルの太文字は原作エピソード。
| NHK Eテレ 水曜18:45 - 18:55                                               | NHK Eテレ 水曜18:45 - 18:55                        | NHK Eテレ 水曜18:45 - 18:55                                                            |
| 前番組                                                                    | 番組名                                             | 次番組                                                                                 |
| ------------------------------------------------------------------------- | -------------------------------------------------- | -------------------------------------------------------------------------------------- |
| ねこねこ日本史                                                            | 宇宙なんちゃら こてつくん - ※同番組まで天てれ第2部 | ピタゴラスイッチ ※18:40 - 18:50忍たま乱太郎 ※同日 18:10 - 18:20より移設 ※18:50 - 19:00 |
| NHK Eテレ 木曜18:40 - 18:50                                               |                                                    |                                                                                        |
| 天才てれびくん hello,（生放送） ※18:20 - 18:55 - ※同日17:35 - 18:00に移設 | 宇宙なんちゃら こてつくん 【当番組のみアニメ枠】   | ピタゴラスイッチ                                                                       |